# 金琼英
金琼英（1913年—），女，广东南海人，中华人民共和国学者，云南大学教授，曾任云南省政协副主席。